# Королаз білобровий
Королаз білобровий (Climacteris affinis) — вид горобцеподібних птахів родини королазових (Climacteridae).

## Поширення
Ендемік Австралії. Мешкає у посушливих та напівпосушливих регіонах.

## Опис
Тіло завдовжки 14-16 см і вагою до 21 г. Лоб та вершина голови сірого кольору. Спина, крила та хвіст коричневі. Деякі криючі крил червонувато-коричневого забарвлення. Поперек попелястого кольору. Горло та брови світло-сірого кольору. З боків дзьоба до ока йде тонка чорнувата смужка, що утворює ледь помітну маску. Груди, черево, боки і нижня частина хвоста білуваті, окремі пір'їни мають чорну облямівку, що створює рябий візерунок. На щоках теж є рябий візерунок, але з поєднанням білого і сірого кольорів. Самиці відрізняються помаранчевим відтінком вентральної сторони.

## Спосіб життя
Осілі птахи. Активні вдень. Тримаються парами або невеликими групами. Більшу частину дня проводять у пошуках поживи. Живляться комахами, їх личинками, яйцями та іншими безхребетними, збираючи їх на стовбурах, гілках та під корою дерев.
Моногамні птахи. Сезон розмноження триває з липня чи серпня до листопада. За сезон буває дві кладки. Гнізда будують у дуплах. Дно вистелюють травою та мохом. У гнізді 2-4 яйця. Інкубація триває два тижні. Про пташенят піклуються обидва партнери. Інколи їм допомагають самці попередніх виводків. Гніздо залишають через 20 днів.